# Camino de las Harinas
El camino de las Harinas (desarrollo del primitivo camino de Reinosa) fue una infraestructura viaria del tipo camino real existente en España que conectaba Santander con Reinosa (camino de Reinosa, 1753) y Alar del Rey (década de 1790), proyectada a la vez que otras comunicaciones, como la conexión con La Rioja, que facilitaron la llegada de mercancías al puerto de Santander para su exportación a América, en especial de trigo y harina. La vía vino a reforzar la economía de Santander, volcada en su puerto, ya que en 1752 se le permitió volver al comercio de la lana con otros puertos europeos y en 1778 se liberalizó el comercio con las colonias americanas.
El primer tramo o camino de Reinosa, que atravesaba lo que sería la provincia de Santander de norte a sur, sirvió como eje industrial para numerosas empresas, entre ellas industrias de harina, que lo utilizaban para transportar sus mercancías a Santander, ya consolidado como centro mercantil. Así, la harina se convirtió en el producto en que se basó la primera industrialización de Cantabria, especialmente en las zonas de Campoo y el valle del río Besaya, nacida gracias a la aportación del grano castellano que afluía mediante el camino de las Harinas y luego desarrollada durante el siglo XIX. En concreto, destaca el primer desarrollo industrial de Torrelavega, atravesada por el camino.
La mejora en las comunicaciones con el interior de Castilla que supuso esta vía se dejó sentir en toda la región. Así, además del tráfico de harinas, en el que se especializaron las regiones citadas y que culminaba en Santander, permitió también el desarrollo de un comercio de madera, cereales, hierro y en menor medida, vino, que impulsó el crecimiento de las poblaciones en torno a la ría de Suances.

## Creación y desarrollo del camino
La reconstrucción de un primitivo camino hacia Reinosa y su continuación fue obra del Real Consulado de Santander, con el precedente de ese Camino de Reinosa que pretendía la unión Santander-Burgos para la exportación de la lana burgalesa, y que fue financiado por el Estado. Con él se abría una ruta para transporte rodado, no sólo para ir a pie o montado a caballo. Para su conservación se estableció un arancel en Reinosa, si bien se redujeron a la mitad los peajes. El éxito fue tal que se recaudó más dinero de peajes a pesar de haber reducido su precio.
El primer tramo, hasta Reinosa, se finalizó en 1753, impulsado y transitado por el comercio de la lana; no obstante, tal producto dejó de ser de primer orden en 1756. En 1763 el Estado, consciente del estancamiento mercantil del camino a pesar de ser éste una infraestructura muy buena para la época, le otorga privilegios con los que Santander logra una posición ventajosa frente a Bilbao, que terminará en 1773 con el camino de Orduña y la bancarrota de la Real Compañía de San Carlos. No obstante, el camino se convirtió en una infraestructura idónea para el comercio con América, libre ya en 1778.
A partir de aquí, la harina se convierte en el producto estrella para la bahía de Santander y los lindes del Camino de Reinosa. La junta del puerto de Santander describió así su importancia:

La harina es, por descontado, el nexo por el que, vía Reinosa, América y Europa se comunican con Castilla. Su verdadero alcance no está en el volumen exportado, sino en los encadenamientos que su movimiento genera y estimula: actividad comercial en el transporte de granos, en el movimiento de productos coloniales y manufacturas europeas, actividad industrial en la molturación de cereales castellanos, transformación del cuero, del vidrio y de la madera y, sobre todo, establecimiento de fábricas de cerveza.

Si hubo algún gran inconveniente, fue que toda la actividad se centró en el eje Santander-Burgos, supeditando la economía de las regiones que atravesaba la vía al puerto de Santander, pero sin influir en el arcaico sistema económico de todas las regiones adyacentes. Esto redundó en el derrumbe de antiguas vías de comunicación e intercambio, que a su vez provocó el decaimiento de sus localidades, como por ejemplo sucedió con Bárcena Mayor.

## Las fábricas de harina
El desarrollo del puerto de Santander y la considerable mejora de sus comunicaciones terrestres hicieron que a finales del siglo XVIII los capitalistas vascos trasladasen sus fábricas de harina y curtidos al tramo del Camino de Reinosa, dando salida a sus productos por Santander. Estas medidas eran plenamente apoyadas por la Corona, debido a que el gobierno ilustrado de los Borbón no veían con buenos ojos la actividad económica de las entonces provincias exentas, o con privilegios especiales, que no producían impuestos para el Estado; entre ellas se encontraba el territorio vasco. Una de las fábricas de harinas de Torrelavega consiguió el título de Real Fábrica, la de Zuloaga en Barreda (1784-1791), a pesar de su corta vida. Otras fábricas importantes nacidas gracias a la creación del camino fueron Manzarraga y Ugarte (Campuzano), José Capanaga y Cía (Torrelavega), además de varias instalaciones situadas entre Fontibre y Reinosa y la aparición de numerosos molinos en Reocín.